# Orz

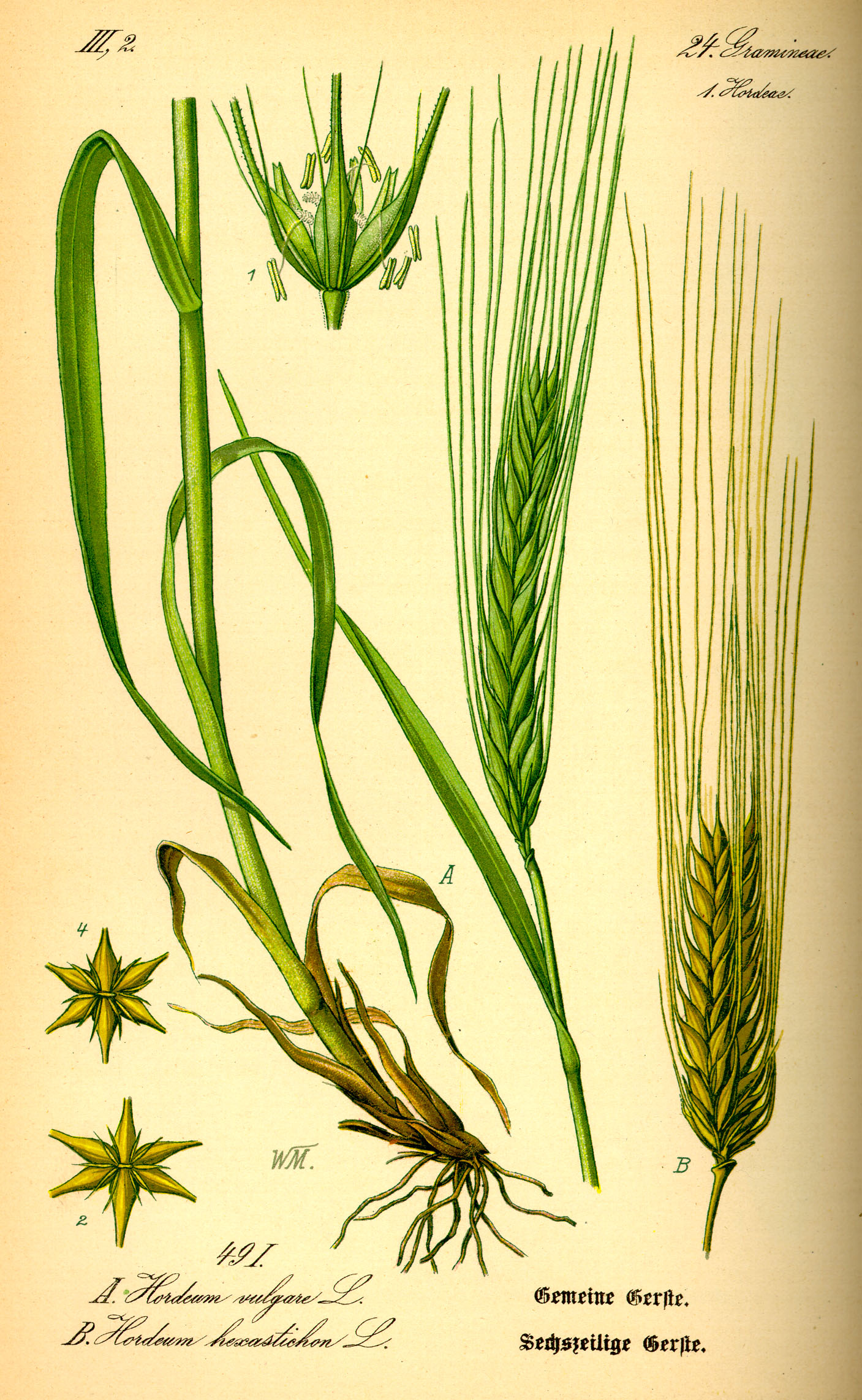
Orzul
A) Hordeum vulgareL.
B) Hordeum hexastihon L.

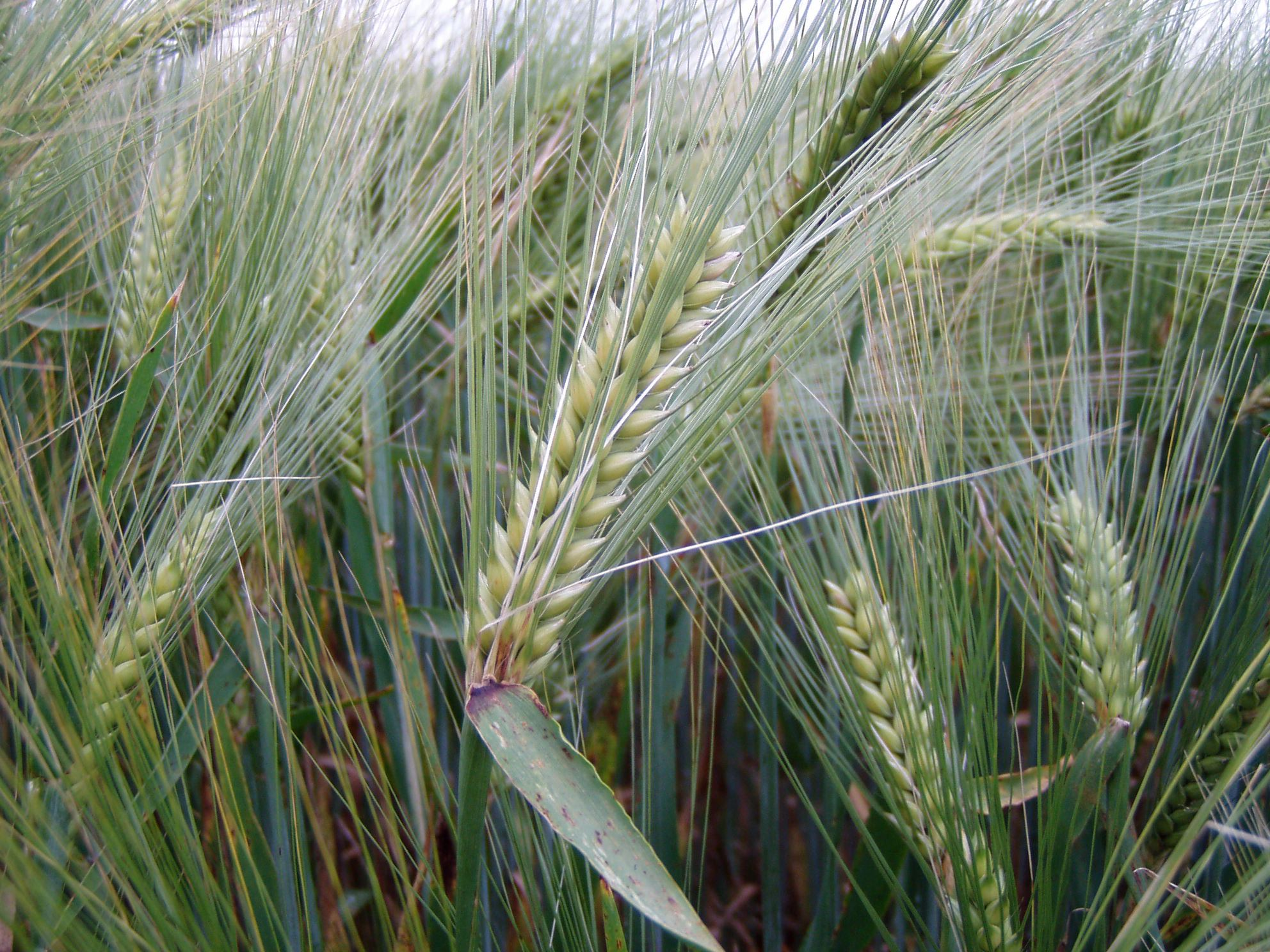
Spic de orz

Orzul (Hordeum vulgare) este o specie de plante cerealiere aparținând genului Hordeum care face parte din familia Poaceae.

## Caracteristici
Planta atinge înălțimea de 0,7–1,2 m. Fructul este un spic cu mustăți lungi. Spicul copt atârnă pe tulpina plantei. Sunt variante diferite de spic de orz cu numărul de grăunțe pe spic variind, de la varianta orzului de vară la cea de iarnă. Orzul de iarnă este folosit de obicei în furajarea animalelor, datorită calității inferioare a grăunțelor.
Orzul este o cultură cerealieră cu utilizări multiple: ca furaj, la fabricarea berii, în alimentație s.a. Timp îndelungat a fost una din culturile principale împreună cu grâul și meiul. În ultimele decenii importanța orzului s-a redus, iar suprafața cultivată s-a restrâns de 3–4 ori.
Florile orzului sunt de fapt o inflorescența denumită spic „cu mustăți lungi”, iar fructul este o cariopsă.

## Origine
Regiunea de origine a orzului este Orientul Apropiat, ca și zona balcanică de est. Mărturiile istorice cele mai vechi despre orz datează din anii 10 500 î.Hr. Începînd cu anii 8.000 î.Hr. în Egiptul Antic orzul apare ca orz sălbatic (Hordeum spontaneum), iar de prin anii 7.000 î.Hr. se face o cultivare selectivă a orzului în același Egipt antic. De prin anii 5.000 (î.Hr.) se cultivă orzul și în Europa centrală.

## Cultivare
Orzul se dezvoltă bine în special pe terenuri joase, umede, dar se adaptează și la condiții mai vitrege (soluri sărate) de cultivare. Având rezistența la frigurile din timpul iernii mai redusă decât cea a grâului sau secarei, semănatul orzului se face numai primăvara timpuriu, dar coacerea spicelor se produce într-un timp scurt (uneori record, de numai 100 de zile) la orzul de vară.
Recoltarea spicelor de orz se face când acestea ajung să se coloreze în galben intens. Recolta per hectar a orzului de vară atinge 40–60 dt, iar cea a orzului de iarnă între 50–90 dt ( recoltă de grăunțe).

## Utilizare
Grăunțele de orz conțin un procent în celuloză de 8–15 % (nedecorticat), amidon 60–70 %, proteine 11 %, balast 10 % , lipide, vitamine (mai ales B) și substanțe minerale, gluten. Persoanele cu intoleranță la gluten nu pot consuma bere, pentru că orzul este un ingredient important.
Importanța economică a orzului este mai redusă în comparație cu cea a grâului, porumbului, orezului sau secarei, fiind folosit, în special orzul de iarnă, ca furaj pentru animale. În hrana oamenilor se poate aminti în mod deosebit cafeaua malț și producerea berii. De asemenea, extractul de orz poate fi folosit pentru scăderea febrei la bolnavi..
Cel mai mare producător mondial de orz este Germania.